# 随机交配

庞尼特的Hardy-Weinberg定律图片表述

随机交配指群体中每一个成员与另一性别的任何成员都有同等的交配机会。随机交配假设不存在任何遗传学上或行为学上的交配限制，所有个体都是潜在的交配行为参与者，且任何的交配组合都可能存在。
随机交配是遗传学研究中经常使用到的一个重要条件。哈代-温伯格定律和华伦得效应均假设整个群体都是随机交配。随机交配是自然选择的另一个假设。例如，群体在优胜劣汰的过程中也可能存在随机交配。